# Bruno Giordano
Bruno Giordano (* 13. August 1956 in Rom) ist ein ehemaliger italienischer Fußballspieler und -trainer.

## Karriere als Spieler
Bruno Giordano spielte auf der Position des Stürmers. Er begann seine Karriere 1975 bei Lazio Rom und spielte insgesamt 10 Jahre für den Verein. In den folgenden Jahren trat er für den SSC Neapel, Ascoli Calcio und FC Bologna an. Während seiner Zeit in Neapel bildete er zusammen mit Diego Armando Maradona und Careca die sogenannte „Ma-Gi-Ca“-Angriffslinie (Maradona-Giordano-Careca), die Neapel zu zwei italienischen Meisterschaften und einem UEFA-Pokal-Sieg führte. In 319 Spielen in der Serie A erzielte er 110 Tore.
Er war 13 Mal für die italienische Nationalmannschaft im Einsatz, wobei ihm ein Tor gelang.

## Karriere als Trainer
Im Gegensatz zu seiner Karriere als Spieler verlief seine Tätigkeit als Trainer lange Zeit wenig erfolgreich. Er war bei verschiedenen unterklassigen Vereinen tätig, wurde meistens aber nach kurzer Zeit wieder entlassen.
Zur Saison 2006/07 wurde er vom Serie-A-Verein FC Messina engagiert. Nach einem gelungenen Saisonstart sackte die Mannschaft auf einen Abstiegsplatz ab und schließlich wurde Giordano am 30. Januar 2007 entlassen, nachdem insbesondere die Fans Druck auf die Vereinsführung ausübten.
Kurioserweise übernahm er am 2. April 2007 wieder den Trainerposten von seinem Nachfolger Alberto Cavasin, der die Mannschaft nicht in die Erfolgsspur zurückführen konnte.
Am 23. April wurde er wieder entlassen, nachdem drei Niederlagen in drei Spielen zu Buche gestanden hatten.

## Zitat in der Kunst
Im französischen Dokumentarfilm Maradona, der Goldjunge von Jean-Christophe Rosé wird der Gewinn dieser Meisterschaft durch Neapel thematisiert und ein Kurzinterview gezeigt, das Maradona mit Giordano führte.